# Языки Южного Судана

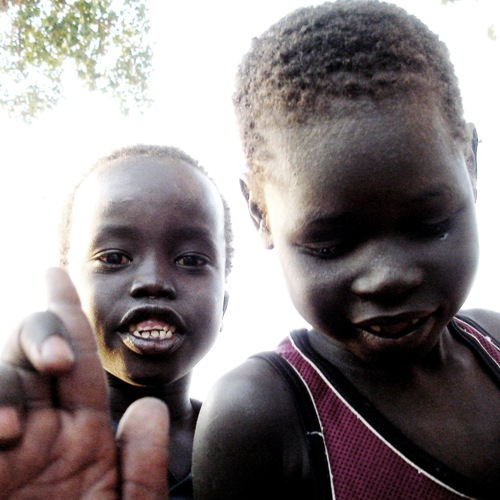

Языки народов Южного Судана — коммуникативные средства общения народов Южного Судана.
По сообщению главы Министерства по законодательным делам правительства Южного Судана Джона Люка, официальным языком страны по новой Конституции признан английский, хотя бо́льшая часть населения его не знает, а языком межнационального общения неофициально продолжает оставаться арабский (суданский диалект и южносуданский пиджин).
Большинство жителей Южного Судана говорит на множестве адамава-убангийских, нилотских, нубийских, центральносуданских и других языков и наречий, крупнейшим из которых является язык динка.

## Язык динка
Язык народа динка (самоназвание — Thuɔŋjäŋ) представляет собой один из самых значительных аборигенных наречий этнической группы народностей в Южном Судане. Количество носителей составляет около 2-3 млн. Язык делится на 5 крупных диалектных зон. Термин Jaang иногда обозначает всю совокупность диалектов динка, тогда как диалект Rek (Tonj) считается стандартным, наиболее престижным с точки зрения социального статуса.

## Язык нуэр
Язык нуэр  относится к западной ветви нилотских языков гипотетической нило-сахарской макросемьи. Нуэр распространён среди народности нуэр в южном Судане — одной из крупнейших народностей этого региона (небольшое количество носителей языка проживают также в Эфиопии).

## Язык ачоли
Язык народности ачоли, известный под различными самоназваниями: Acholi, Acoli, Akoli, Acooli, Atscholi, Shuli, Gang, Lwoo, Lwo, Log Acoli, Dok Acoli представляет собой средство общения народности, проживающей на юге района Опари (Южный Судан), а также в районах Гулу, Китгум и Падер (известных вместе как Ачолиленд) на севере Уганды. По состоянию на 1996 г. на языке говорило примерно 773 800 человек во всём мире.
Язык ачоли хорошо взаимопонимаем с другими языками: алур и угандийским ланго.

## Язык шиллук
Язык шиллук относится к группе нилотских языков и распространён средина народа шиллук, проживающего в Южном Судане. В письменности используется алфавит на основе латинской графики.